# Palais prétorien de Trente
Pour les articles homonymes, voir Palazzo Pretorio.
Le palais prétorien de Trente ou palais Vescovile (en italien : palazzo pretorio ou palazzo Vescovile) est un bâtiment de Trente, dans le nord de l'Italie. Il est situé sur la Piazza Duomo et aujourd'hui siège du musée diocésain tridentin.

## Histoire
Le palais fut, entre le IXe et le XIIIe siècle, la résidence des évêques tridentins. Sa première mention en tant que palatium episcopatus remonte à 1071.

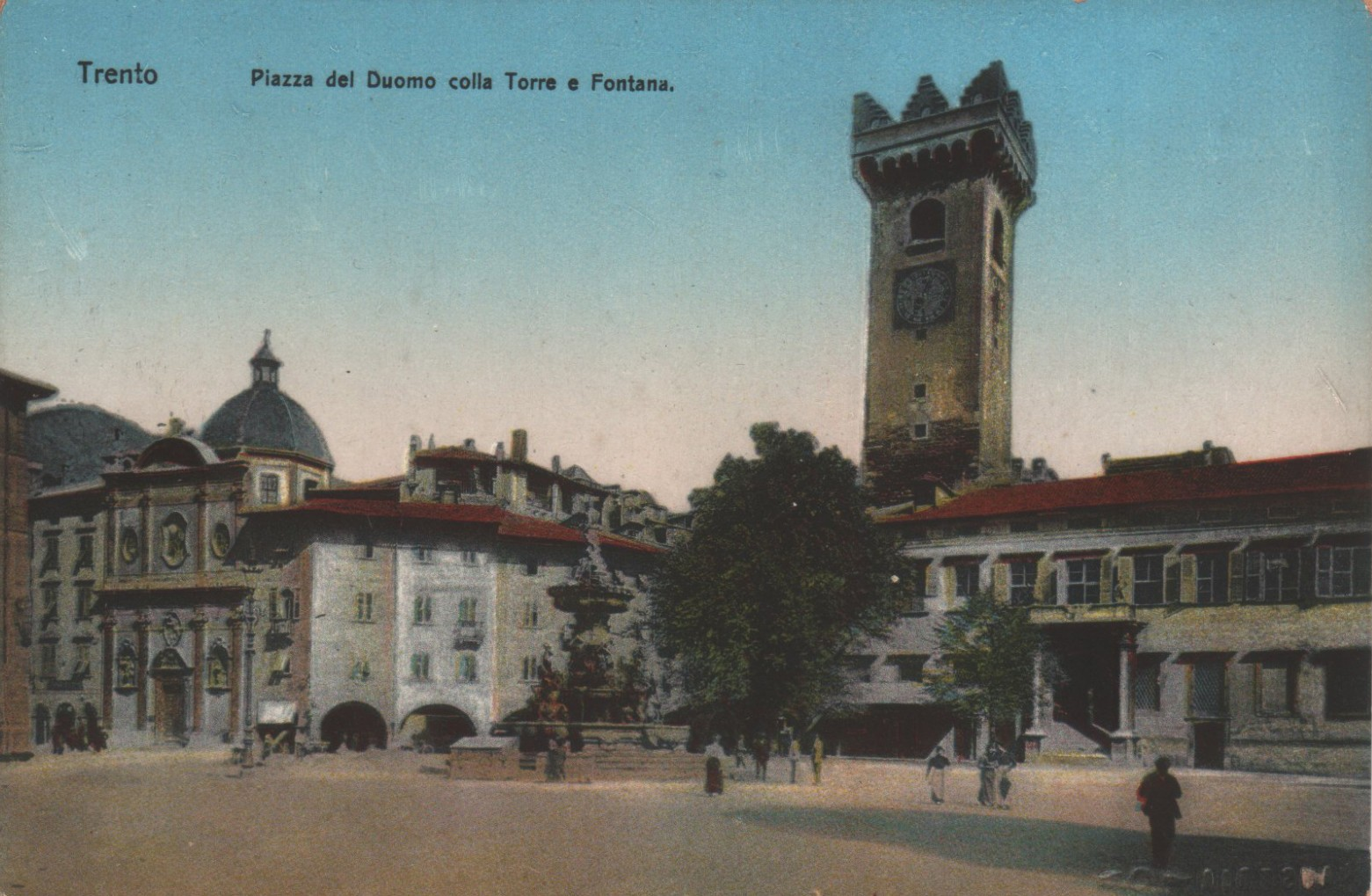
Carte postale de 1910 avec la façade modifiée au XVIIe siècle.

Il a pris le nom de Palazzo Pretorio en raison de la Cour de Justice et du Préteur (it) qui y avaient leur siège depuis le XIe siècle. Il est également mentionné comme « palais épiscopal où la justice est rendue», « palais épiscopal de la ville de Trente », « palais tridentin », « palais épiscopal tridentin », ou encore « palais épiscopal ».
La résidence épiscopale fut transférée en 1255 au château du Bon-Conseil par l'évêque Egnone d'Appiano, provoquant l'abandon progressif de l'ancien palais. En 1533, le monte di pietà a été situé ici à la demande du cardinal Cristoforo Madruzzo ; en même temps il accueillait également les consuls de la ville et le Collège des médecins.
Le bâtiment a été restauré en 1676 à l'initiative de Sigismondo Alfonso Thun. Les travaux ont radicalement changé la façade romane d'origine du bâtiment, qui n'a été restaurée selon le plan ancien que dans les années 1950. En 1963, le bâtiment devient le siège permanent du musée diocésain tridentin.